# Hunsworth
Hunsworth är en ort i distriktet Kirklees, i grevskapet West Yorkshire, i England. Hunsworth var en civil parish från 1866 till 1937 då den blev en del av Cleckheaton. Denna civil parish hade 1 319 invånare år 1931. Hunsworth var ett distrikt från 1894 till 1937 då den blev en del av Spenborough.